# Tarsius tarsier
Il tarsio spettro o maki folletto (Tarsius tarsier Erxleben, 1777) è un primate della famiglia dei Tarsiidae, della quale rappresenta la specie tipo. È l'unico primate esclusivamente carnivoro.
Questo animale è di fondamentale importanza per gli studiosi, che lo ritengono l'anello mancante fra le proscimmie (fra le quali un tempo veniva classificato) e le scimmie vere e proprie: la specie, col vecchio nome Tarsius spectrum, era considerata un "contenitore" a cui venivano ascritte come sottospecie gran parte dei Tarsiidae: in seguito al riordino della specie da parte degli studiosi, sono state classificate ex novo quattro nuove specie (Tarsius dentatus da T. spectrum dentatus, Tarsius pelengensis da T. spectrum pelengensis, Tarsius pumilus da T. spectrum pumilus, Tarsius sangirensis da T. spectrum sangirensis), mentre Tarsius spectrum è diventato sinonimo di Tarsius tarsier.

## Distribuzione
Vive principalmente nei bassipiani delle isole di Sulawesi e Selayar, in Indonesia: preferisce le aree di foresta pluviale secondaria, ossia rasa al suolo per qualche motivo e poi ricresciuta. Probabilmente, questa sua preferenza è attribuibile alla maggiore presenza di bambù, cespugli ed erba alta in questo tipo di foresta rispetto a quella di tipo primario.

## Descrizione

### Dimensioni
Misura circa 35 cm di lunghezza, di cui i due terzi sono occupati dalla lunga coda, per un peso complessivo di 120 g.

### Aspetto
Il mantello è vellutato e di colore grigio. La coda è glabra e scagliosa, come quella dei ratti, ma presenta un ciuffo di peli scuri sulla punta.

Gli occhi sono enormi: la sola orbita oculare è di dimensioni maggiori dello stomaco e del cervello stesso. Questo perché, pur essendo un animale notturno, il tarsio manca del tapetum lucidum, una membrana riflettente posta sulla superficie interna dell'occhio. Gli occhi sono inoltre fissi nelle orbite: per ovviare a ciò, il tarsio può ruotare la sua testa di oltre 180°.

Le orecchie sono simili a cucchiaini e poggiano su corti manici tubolari.

Per quanto grandi, la testa ed il corpo assieme raggiungono a stento la metà della lunghezza delle zampe posteriori, che si dividono in coscia, stinco e mano, tutti assai allungati e di lunghezza più o meno uguale l'uno all'altro (la parola "tarsio" deriva dal tarso assai allungato). La tibia e la fibula di questi animali sono fuse assieme nella parte terminale, così da assorbire l'urto creato dall'impatto con una superficie mentre l'animale salta di ramo in ramo.

Le mani presentano dita assai allungate e terminanti con polpastrelli rigonfi, che permettono all'animale una presa sicura anche su superfici quasi lisce: i polpastrelli adesivi, tuttavia, sono meno evoluti rispetto a quelli di altre specie, come ad esempio Carlito syrichta. L'indice ed il medio sono dotate di speciali artigli (mentre le altre dita presentano unghie simili a quelle umane) per l'attività di grooming.

## Biologia
Si tratta di un animale dalle abitudini crepuscolari e notturne: di giorno riposa nel folto del fogliame in posizione verticale, mentre al tramonto si sveglia e comincia prima di tutto a nettarsi il pelo. Dopo aver fatto l'operazione di grooming, si avventura alla ricerca di prede fino al mattino.

Grazie alle lunghe zampe posteriori, può spiccare salti anche di 6 m: durante il salto, l'animale ruota prima le zampe anteriori e poi le posteriori, mentre la coda funge da bilanciere. Al suolo, l'animale si muove saltellando lateralmente con la coda tenuta in verticale, similmente ai sifaka malgasci.

Vive solitario o in piccoli gruppi familiari, ognuno dei quali possiede un proprio territorio che difende gelosamente qualora si rendesse necessario: tuttavia, gli scontri sono assai rari, in quanto i tarsi marcano più volte i confini dei propri territori con urina e secrezioni ghiandolari, in particolare il tarsio possiede una ghiandola epigastrica al livello del petto.

I vari componenti della coppia o del gruppo si tengono in contatto tramite vocalizzazioni: spesso il maschio e la femmina si esibiscono in veri e propri "duetti" dalla funzione di demarcazione territoriale.

### Alimentazione
Si tratta di animali prevalentemente insettivori, che non disdegnano integrare la dieta anche con piccoli vertebrati, riuscendo a catturare perfino i pipistrelli al volo.

La preda viene individuata principalmente grazie all'udito: spesso l'animale chiude addirittura gli occhi al momento dell'attacco, probabilmente allo scopo di difenderli. Quando la preda viene avvistata, il tarsio si avvicina cautamente, per poi saltarle addosso in modo fulmineo e finirla a morsi: una volta uccisa, l'animale la porta su un ramo prescelto e la consuma a partire dalla testa.

Il tarsio mangia tutto della propria preda: piume, becco, esoscheletro ed ossa.

### Riproduzione
In base al tempo impiegato dalla femmina per crescere una cucciolata, si suppone che questi animali possano riprodursi ogni 9-10 mesi.

Le coppie sono assai salde: l'accoppiamento può avvenire durante tutto l'arco dell'anno. La gestazione dura circa 6 mesi (periodo insolitamente lungo per animali di taglia così piccola), al termine dei quali viene dato alla luce un unico cucciolo, già ricoperto di pelo e con gli occhi aperti.

Poco altro si conosce sulla riproduzione di questa specie, ma si pensa che non sia assai dissimile da quella del congenere Carlito syrichta.

## Il tarsio nella cultura di massa
Nelle zone dove vive, il tarsio ha la funzione di animale totem: le tribù di cacciatori di teste Iban lo venerano in quanto convinte che questo animale abbia la testa staccata dal corpo, a causa della sua capacità di torcere il collo anche di 180°. Gli Iban sono convinti, inoltre, che sia tabù chiamare l'animale col suo nome, in quanto disturbandolo in tal modo si attira la sua ira sulla casa del trasgressore.
Le altre etnie di Sulawesi tengono questo animale in cattività per la sua indole gentile e la sua intelligenza: l'allevamento del tarsio può essere però molto problematico, in quanto necessita di cibo vivo per mantenersi ed in mancanza di questo muore in pochi giorni. Inoltre, se catturando un animale lo si separa dal suo compagno, è facile che ambedue si lascino morire d'inedia: ancora, il tarsio è un animale estremamente sensibile, ed il trauma della cattura può spaventarlo a tal punto da ridurlo alla pazzia portandolo a battere la testa contro una parete o le sbarre della gabbia.